# 장정호
장정호는 롯데 자이언트, 한국화장품 야구단의 전 야구 선수다. 1984년에 삼성의 지명을 받았으나 입단을 포기했다.

## 출신 학교
- 경북고등학교
- 한양대학교

## 같이 보기
- 1979년 롯데 자이언트 시즌